# 貴禰谷神社
貴禰谷神社（きねがだにじんじゃ）は三重県南牟婁郡紀宝町鵜殿にある神社。紀宝町鵜殿地区の西のはずれにある丘陵中腹に、社名を刻銘した石碑が祀られた小祠があり、地元では権現谷・矢淵（やぶち）権現・石淵（いわぶち）権現などと呼ばれる。紀宝町指定の史跡。

## 由緒
『長寛勘文』所収の「熊野権現御垂迹縁起」によれば、熊野権現は豊前・伊予・淡路・紀伊などを遍歴した後、新宮の神倉を経て、阿須賀社の北の石淵（いわぶち）の谷に結・速玉と家津美御子の2宇の社として祀られたとされるが、『熊野年代記』によれば安寧天皇18年に新宮神倉に垂迹した熊野三所権現を後に貴祢谷へ勧請したとあり、孝昭天皇5年に2宇の社壇を建立したとあって、「御垂迹縁起」に言う「北の石淵の谷」を「貴祢谷」としている。その跡地が当神社であるとされるが、これら3柱の祭神は、崇神天皇の時代に家津美御子神が熊野本宮へ、景行天皇の時代に結・速玉の神が熊野新宮へ遷し祀られたと伝え、鵜殿の伝承では、新宮大社への遷座に際して当地の住人が諸手船で先導したといい、それに因んで現在も10月16日の速玉大社の御船祭で、鵜殿に鎮座する烏止野神社の氏子が諸手船を漕ぎ出し、神船を先導するという。

## 注
1. ↑  平凡社[1997: 221]
2. ↑  『水鏡』、『皇年代略記』、『帝王編年記』、『扶桑略記』等。
3. ↑  『水鏡』、『帝王編年記』、『扶桑略記』、『紀伊続風土記』等。
4. ↑  平凡社[1983]

## 文献
- 平凡社、1983、『三重県の地名』（日本歴史地名大系24）、平凡社 ISBN 9784582490244
- 平凡社、1997、『大和・紀伊寺院神社大事典』、平凡社 ISBN 458213402-5
- 宮家 準、1992、『熊野修験』、吉川弘文館（日本歴史叢書） ISBN 4642066497